# Isoneuromyia lenkoi
Isoneuromyia lenkoi är en tvåvingeart som beskrevs av Lane 1961. Isoneuromyia lenkoi ingår i släktet Isoneuromyia och familjen platthornsmyggor. Inga underarter finns listade i Catalogue of Life.